# Jacoba Greven
Jkvr. Anna Gesina Jacoba Greven (* 15. Juni 1920 in Zwollerkerspel; † 22. Juli 1999 in Roermond) war eine niederländische Malerin und Zeichnerin.

## Leben
Jacoba Greven wurde am 15. Juni 1920 auf dem Landgut Schellerberg in Zwollerkerspel geboren. Sie war eine Angehörige des Adelsgeschlechtes Greven. Sie war die Tochter von jhr. Christiaan Johannes Abraham Greven (1885–1957) und von Anna Gesina Jacoba Sichterman (1890–1938). Sie war von 1949 bis 1952 mit dem Journalisten Dirk Eduard Hoorens van Heijningen verheiratet.
Greven wurde an der Koninklijke Academie van Beeldende Kunsten in Den Haag ausgebildet. Ihre Lehrer waren Stien Eelsingh und Jan van Heel. Sie malte Aquarelle und fertigte auch Gouachen an. Sie lebte und arbeitete unter anderem in Zwolle, Dalfsen, Den Haag und Thorn. Jacoba Greven war Mitglied der Schilderessenvereniging ODIS und der Künstlervereinigung Genootschap van beeldende kunstenaars 'Kunst zij ons doel'.
Jacoba Greven lebte ab den 1980er Jahren in Thorn. Sie starb am 22. Juli 1999 in Roermond und wurde in Thorn begraben.